# The Lincoln Lawyer
The Lincoln Lawyer è un film del 2011 diretto da Brad Furman, tratto dal romanzo di Michael Connelly Avvocato di difesa.

## Trama
L'avvocato Mickey Haller, di Los Angeles, usa per la sua attività di difensore metodi piuttosto discutibili e gira su una Lincoln targata NTGUILTY (abbreviazione di "not guilty", "non colpevole").
Un giorno gli viene chiesto di difendere Louis Roulet, un ricco giovane accusato di violenze su una prostituta, il quale si dichiara ostinatamente innocente.  Dalle ricerche effettuate dal suo amico investigatore Frank Levin, sembra effettivamente emergere l'innocenza dell'imputato. La procura distrettuale, per la quale lavora la ex moglie di Haller, insiste però con le accuse e quindi si apre il processo.
Lo svolgimento del dibattimento fa ritornare alla memoria di Haller un caso analogo, accaduto alcuni anni prima, nel quale egli difendeva un uomo accusato dell'omicidio di una prostituta. In quel caso l'avvocato era solo riuscito ad evitare la pena di morte per il suo assistito, convincendolo a patteggiare 15 anni di reclusione, nonostante questi avesse sempre professato la sua innocenza.
Viste le analogie tra i due casi, l'Avvocato chiede al suo amico investigatore di approfondire la cosa, ma costui viene assassinato. A quel punto, Haller si trova stretto tra l'etica professionale di tutelare il suo cliente ed il timore che costui sia invece colpevole, mentre in prigione si trova un innocente che lui non ha saputo a suo tempo riconoscere e difendere.
Haller riesce a far assolvere Roulet nel processo, ma poi la situazione precipita. Rischia di diventare lui l'accusato e viene anche minacciata la sua bambina. Solo grazie ad un colpo di fortuna ed all'aiuto di una banda di motociclisti che fanno parte della sua clientela, riesce a cavarsela, riuscendo, al contempo, a fare arrestare il suo ex cliente per l'omicidio del suo collaboratore.

## Produzione
Inizialmente si pensava di affiancare Tommy Lee Jones a Matthew McConaughey.

## Distribuzione
Il film è stato distribuito in varie nazioni, fra cui (tra parentesi la data di uscita):
- Grecia, Dikigoros skoteinon ypotheseon (17 marzo 2011)
- Stati Uniti d'America, (18 marzo 2011;in anteprima il 10 marzo 2011 ad Hollywood, California)
- Canada (18 marzo 2011)
- Svezia (6 maggio 2011)
- Spagna, El inocente (13 maggio 2011)
- Francia La Défense Lincoln (25 maggio 2011)
- Brasile, O Poder e a Lei (27 maggio 2011)
- Ungheria, Az igazság ára (9 giugno 2011)

## Incassi
Il film ha incassato 57.174.624 di dollari negli USA.

## Critica
Il film ha ricevuto recensioni molto positive, segnando un punteggio di 83% "certified fresh" a Rotten Tomatoes, sulla base di 156 recensioni con una valutazione media di 6.6/10.
Commento poco positivo invece sul magazine specializzato USA "Variety" che lo ha definito  «un tipico genere "da aeroporto", senza grandi qualità né ambizioni. Insomma fatto apposta per mettere in mostra il ‘divo’ McConaughey e con un dialogo zoppicante, bizzarrie del regista, tempo che corre troppo e stile tipo ‘Law & Order'. Chi spera di più resta continuamente deluso. Un cast di tutto rispetto e la popolarità di Connelly come romanziere dovrebbero comunque garantire un buon risultato economico».

## Riconoscimenti
- 2012 - Saturn Award
  - Nomination Miglior film d'azione/di avventura